# 豊前郵便局
豊前郵便局（ぶぜんゆうびんきょく）は福岡県豊前市にある郵便局。民営化前の分類では集配普通郵便局であった。

## 概要
住所：〒828-8799 福岡県豊前市赤熊1418

## 沿革
- 1878年（明治11年） - 八屋（はちや）郵便局（五等）として開設[1]。
- 1879年（明治12年） - 為替取扱を開始。
- 1882年（明治15年） - 貯金取扱を開始。
- 1892年（明治25年）3月16日 - 八屋郵便電信局となる。
- 1903年（明治36年）4月1日 - 通信官署官制の施行に伴い八屋郵便局となる。
- 1949年（昭和24年）3月1日 - 特定郵便局から普通郵便局に局種別改定[2]。
- 1955年（昭和30年）8月1日 - 豊前郵便局に改称[3]。
- 1956年（昭和31年）10月11日 - 電話通話および和文電報受付事務の取扱を開始。
- 1961年（昭和36年）8月 - 局舎新築落成。
- 1964年（昭和39年）9月16日 - 松江郵便局[4]から集配業務を移管。
- 1991年（平成3年）10月28日 - 豊前市八屋町八屋から同市赤熊に移転[5]。
- 1992年（平成4年）3月15日 - 合河郵便局から集配業務を移管。
- 1999年（平成11年） - 外国通貨の両替および旅行小切手の売買に関する業務取扱を開始。
- 2007年（平成19年）10月1日 - 民営化に伴い、併設された郵便事業豊前支店に一部業務を移管。
- 2012年（平成24年）10月1日 - 日本郵便株式会社発足に伴い、郵便事業豊前支店を豊前郵便局に統合。

## 取扱内容
- 郵便、印紙、ゆうパック、内容証明
- 貯金、為替、振替、振込、国際送金、国債、投資信託
- 生命保険、バイク自賠責保険、自動車保険、がん保険、引受条件緩和型医療保険
- ゆうちょ銀行ATM
- 豊前市内の集配業務
- ゆうゆう窓口

## 周辺
- 豊前市役所
- 豊前市市民会館
- 豊前市立図書館
- 福岡県立青豊高等学校
- 豊前市立八屋中学校

## アクセス
- JR日豊本線 宇島駅から南東へ約800m（徒歩約9分）
- 豊前市バス 豊前郵便局前停留所下車
- 駐車場あり：13台